# BTM Antananarivo
Bankin’ ny Tantsaha Mpamokatra Antananarivo w skrócie BTM Antananarivo – madagaskarski klub piłkarski z siedzibą w Antananarywie, występujący niegdyś w pierwszej lidze madagaskarskiej.

## Sukcesy
- I liga[1]:
  - mistrzostwo (2):  1986, 1993.

- Puchar Madagaskaru[2]:
  - zwycięstwo (3):  1987, 1989, 1991.

## Występy w afrykańskich pucharach
| Sezon | Rozgrywki                 | Runda       | Kraj      | Klub                 | Dom | Wyjazd | Dwumecz      |
| ----- | ------------------------- | ----------- | --------- | -------------------- | --- | ------ | ------------ |
| 1987  | Puchar Mistrzów           | wstępna     | Tanzania  | Maji Maji FC         | 1–1 | 1–2    | 2–3          |
| 1988  | Puchar Zdobywców Pucharów | 1           |           | Miembeni SC          | 3–1 | 0–1    | 3–2          |
| 1988  | Puchar Zdobywców Pucharów | 2           | Kenia     | Gor Mahia            | 0–1 | 1–2    | 1–3          |
| 1990  | Puchar Zdobywców Pucharów | 1           | Tanzania  | Pamba SC             | 2–1 | 0–0    | 2–1          |
| 1990  | Puchar Zdobywców Pucharów | 2           | Kenia     | Kenya Breweries      | 0–0 | 1–1    | 1–1          |
| 1990  | Puchar Zdobywców Pucharów | ćwierćfinał | Sudan     | Al-Merreikh Omdurman | 0–0 | 0–1    | 0–1          |
| 1992  | Puchar Zdobywców Pucharów | 1           | Burundi   | Vital’O FC           | 2–0 | 0–2    | 2–2 (k. 3–4) |
| 1994  | Puchar Mistrzów           | 1           | Mauritius | Fire Brigade SC      | 2–1 | 1–1    | 3–2          |
| 1994  | Puchar Mistrzów           | 2           | Tanzania  | Simba SC             | 0–1 | 0–0    | 0–1          |

## Stadion
Domowe mecze klub rozgrywa na stadionie o nazwie Stade Municipal de Mahamasina w Antananarywie, który może pomieścić 40880 widzów.